# Bulbophyllum serrulatum
Bulbophyllum serrulatum là một loài phong lan thuộc chi Bulbophyllum.